# Liste der National Historic Landmarks in New York

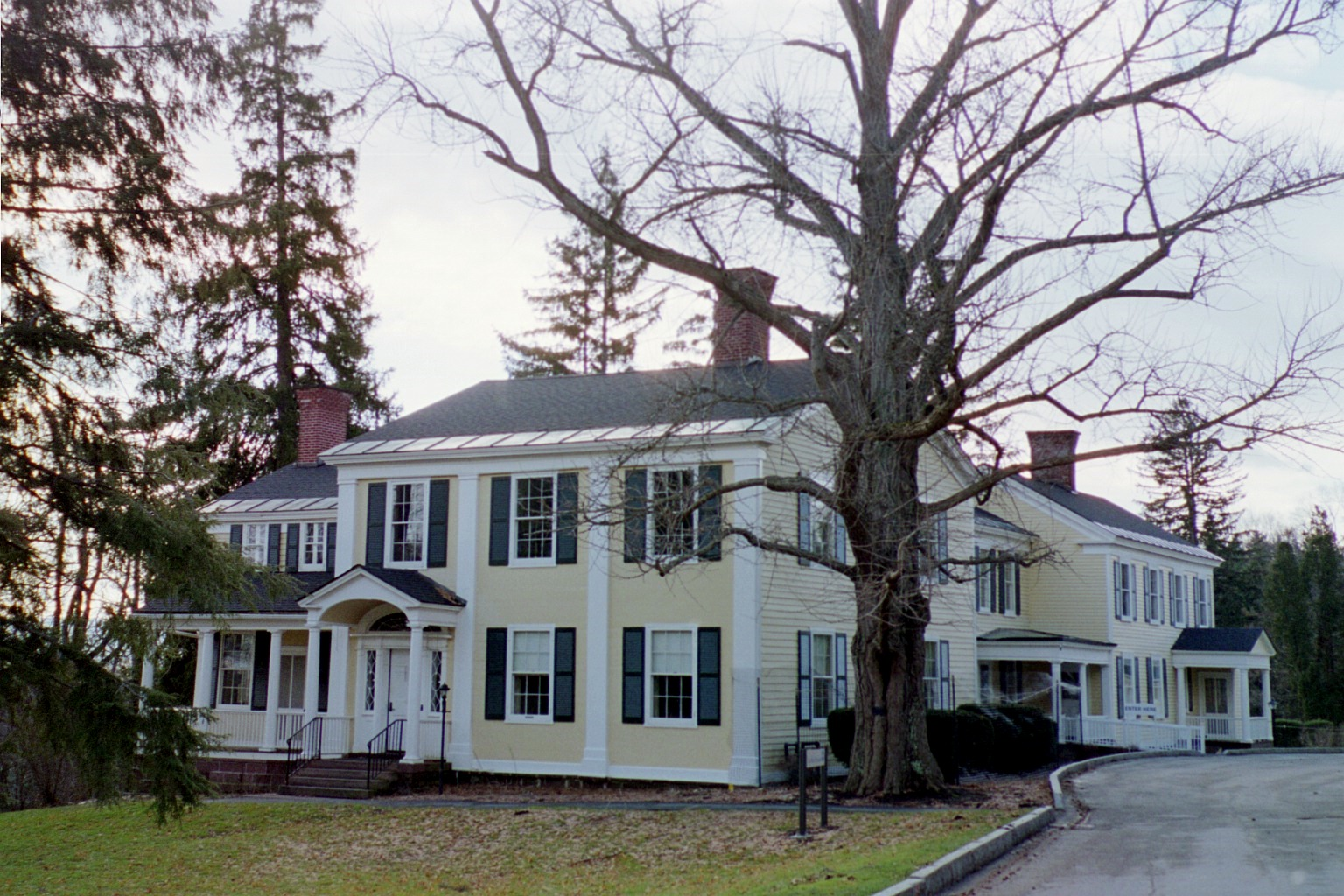
Elihu Root House auf dem Campus des Hamilton College

Diese Liste der National Historic Landmarks in New York umfasst alle zu einer National Historic Landmark erklärten Schutzgebiete im Bundesstaat New York und bestimmte andere von der Bundesregierung der Vereinigten Staaten ausgewiesene historische Stätten, die unter die Aufsicht der National Park Service entfallen. Diese können Gebäude, andere Bauwerke, Objekte, Stätten und Bezirkes umfassen, die den Kriterien hinsichtlich einer nationalen Bedeutung entsprechen. Es gibt in New York 260 solcher Einträge, mehr als 10 Prozent aller solcher Schutzgebiete in den Vereinigten Staaten und mehr als in jedem anderen Bundesstaat. Darunter sind auch die 20 National Monuments, National Historic Sites, National Memorials und ähnliche Stätte mit historischer Bedeutung, von denen sieben auch zu einer National Historic Landmark erklärt wurden. Diese Liste hier deckt alle diese Einträge ab.
In Upstate New York befinden sich 138 der New Yorker National Historic Landmarks, 13 liegen auf Long Island und 109 innerhalb der Stadtgrenzen von New York City. Das County mit den meisten dieser Schutzgebiete ist das New York County (besser bekannt als Manhattan) mit 86; Westchester County direkt nördlich der Stadt hat 17 und das Erie County im Westen des Bundesstaates hat 10. Elf weitere Countys verfügen über fünf bis neun NHLs, 27 weitere über ein oder zwei solcher Schutzgebiete. Die übrigen zwölf der 62 Countys New Yorks haben keine solchen Einträge.

## Überblick

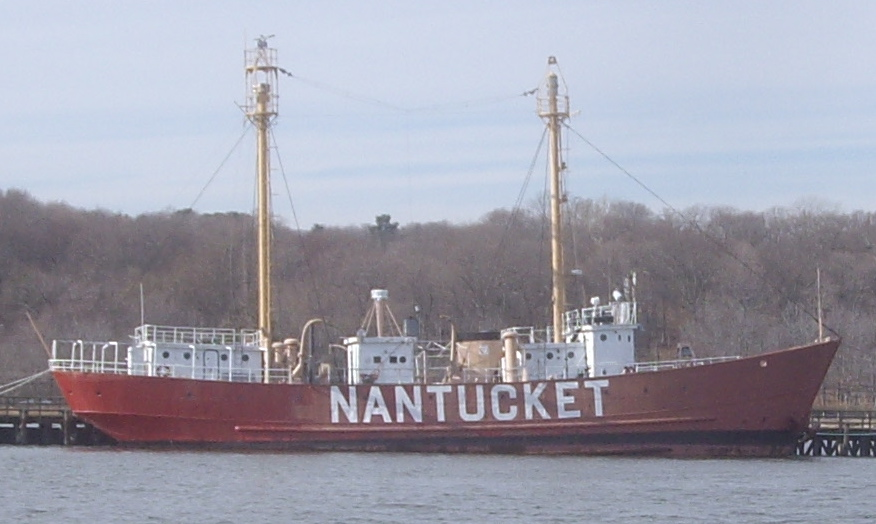
Ehemaliges Feuerschiff Nantucket in Oyster Bay (2008)

Unter den National Historic Landmarks im Bundesstaat New sind neun prähistorische oder andere archäologische Fundstätten, 12 historische Bauernhäuser, Herrenhäuser oder Gebäudeensembles aus der niederländischen Kolonialzeit, und 21 architektonisch und/oder historisch wichtige Sakralbauten. 26 National Historic Landmarks haben ausschließlich historischen Charakter, darunter 13 Forts (fünf noch stehende Forts, drei Hausburgen und fünf Ruinen), fünf Schlachtfelder, sieben andere militärisch genutzte Gebäude und ein Schiffswrack. Nur eine dieser 26 Einträge bezieht sich auf den Sezessionskrieg, die übrigen hatten Bedeutung im Franzosen- und Indianerkrieg und im Amerikanischen Unabhängigkeitskrieg.
Unter den New Yorker NHLs sind zehn Schiffe, darunter ein Kriegsschiff und ein Schlepper aus dem Zweiten Weltkrieg. ein Kriegsschiff, das am Vietnamkrieg teilnahm, drei Segelschiffe, zwei Feuerlöschboote und zwei Feuerschiffe, 24 Herrenhäuser und vier Stätten, die in erster Linie aufgrund ihrer Gartenlandschaft bedeutend sind. Viele tausend Strukturen sind beitragende Bestandteile eines der neun National Historic Landmark Districts. Der Bildung, Lehre und Forschung dienen oder dienten 22 der Einträge, zehn weitere haben Verbindung zu Erfindungen, Erfindern oder Wissenschaftlern und vier sind herausragende Ingenieurleistungen, darunter zwei Brücken, die einst die längsten ihrer Art waren. Zu den gewerblichen Bauwerken gehören elf historische Wolkenkratzer, von denen fünf einst die höchsten der Welt waren, sieben Börsengebäude und andere in der Wirtschaftsgeschichte des Bundesstaates wichtigen Bauwerke, zwei Bankgebäude, fünf industrielle Anlagen und drei Wasserbauten. Zwei der Einträge sind architektonisch eigentümlich.

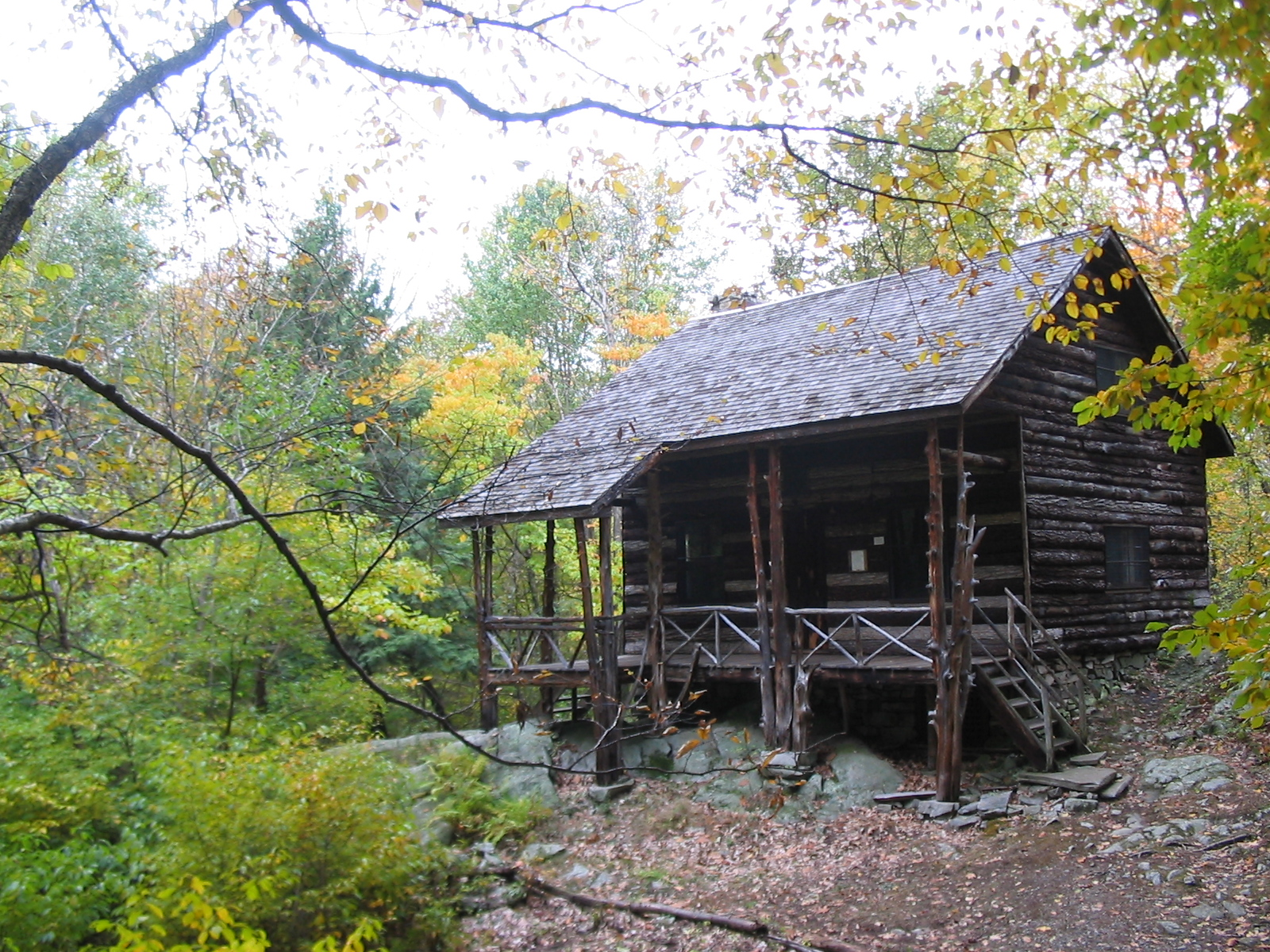
Slabsides, Fluchtpunkt von John Burroughs

Vier Einrichtungen zur Pflege mental Kranker sind ein Vermächtnis der führenden Rolle des Bundesstaates in diesem Bereich, 14 Stätten sind durch die Kampagne zur Einführung Frauenwahlrecht oder durch anderen weiblichen Führungspersonen bedeutend, fünf durch die Underground Railroad oder anderweitig mit Abolitionisten, sechs beziehen sich auf afroamerikanische Führungspersonen, drei mit Gewerkschaftern und vier mit anderen sozialen Aktivisten. Außerdem gibt es 21 Wohnhäuser nationaler Führungspersonen und sechs Regierungsgebäude von nationaler Bedeutung. Schließlich gehören zwei Kommunen von Utopisten, der Adirondack Park und vier seiner Great Camps und fünf andere Naturschutzgebiete unter den historischen Stätten auf nationaler Ebene in New York. Wohnhäuser oder Ateliers von neun Künstlern und neun Schriftstellern oder Komponisten wurden ebenso zu National historic Landmarks erklärt, wie vier Club-Gebäude und acht Veranstaltungsorte oder Wohnhäuser von den Unterhaltungskünstlern. Sechzehn der Einträge sind schwer zu klassifizieren.

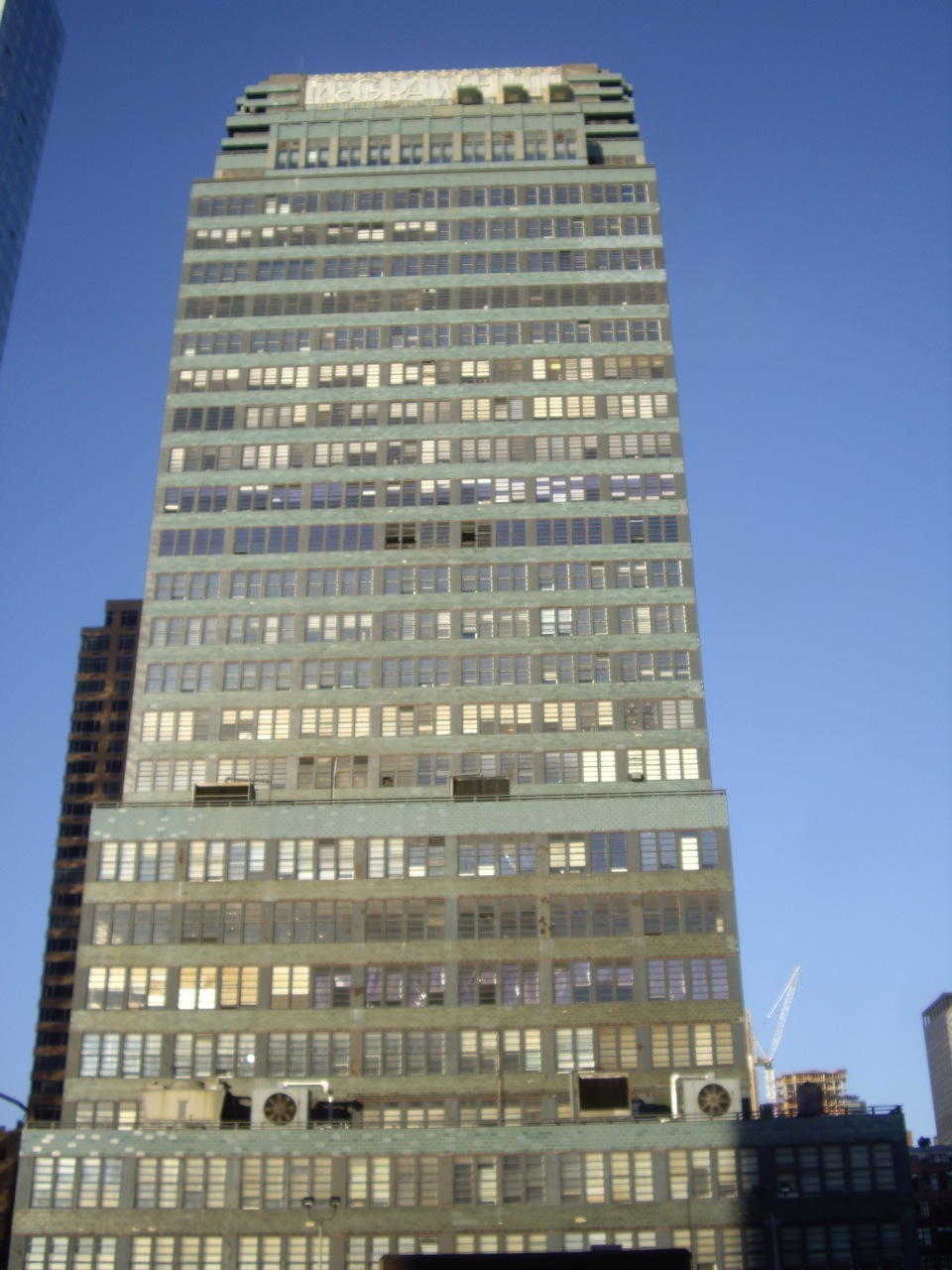
McGraw-Hill Building, 42 Straße in New York City

Unter den Architekten, deren Arbeit innerhalb der NHLs im Bundesstaat repräsentiert wird, sind: Alexander Jackson Davis (7 Bauten), Andrew Jackson Downing (2), William West Durant (2), Leopold Eidlitz (2), Cass Gilbert (2), Rafael Guastavino, Henry J. Hardenbergh (2), Raymond Hood (3), Philip Hooker (2), Minard Lafever (7), John McComb Jr. (3), Frederick Law Olmsted (3), Isaac G. Perry (2), George B. Post (3), James Renwick, Jr. (4), Henry Hobson Richardson (2), Louis Sullivan (2), Richard Upjohn (6), Calvert Vaux (6) und Frederick Clarke Withers (2). Die Architekturfirma McKim, Mead, and White war am Entwurf von mindestens sechs Bauten beteiligt, die später zur National Historic Landmark erklärt wurden. Es war auch eine Arbeit dieser Architekten, die Pennsylvania Station, deren geplanter Abriss 1963 die Denkmalschützer in New York City auf den Plan rief und 1965 zur Gründung der New York City Landmarks Preservation Commission führte.

## Legende
| NHL  | National Historic Landmark          |
| NHLD | National Historic Landmark District |
| NHS  | National Historic Site              |
| NMON | National Monument                   |
| NHP  | National Historical Park            |
| NMEM | National Memorial                   |

## National Historic Landmarks außerhalb von New York City
Im New York außerhalb von New York City befinden sich 148 National Historic Landmarks. Die ersten sieben wurden am 9. Oktober 1960 ausgewiesen, die bisher letzten wurden am 17. Februar 2006 hinzugefügt. Die Liste nennt die Einträge in der Weise, wie sie als National Historic Landmark verzeichnet sind; die Bezeichnung in den anderen Schutzprogrammen oder im National Register of Historic Places kann davon abweichen. Dreiundzwanzig Einträge sind vom Bundesstaat auch als State Historic Sites (SHS) eingestuft und vierzehn sind auch Nationalparks. Diese Bezeichnungen werden kursiv genannt.
| [ Anm. 6 ] | Name                                                                                    | Bild | Datum der Widmung | Lage                                                                                           | County | Beschreibung |
| ---------- | --------------------------------------------------------------------------------------- | --- | ----------------- | ---------------------------------------------------------------------------------------------- | --- | --- |
| 1          | Adams Power Plant Transformer House                                                     | | 4. Mai 1983       | Niagara Falls 43° 4′ 54,4″ N, 79° 2′ 34,2″ W                                                   | Niagara | Transformatorenhaus des ersten größeren Kraftwerks für Wechselstrom der Welt; nutzt die Energie der Niagarafälle über einen 2286 m langen Tunnel |
| 2          | Adirondack Park                                                                         | | 23. Mai 1963      |                                                                                                | Essex und Hamilton vollständig, sowie Teile von Clinton, Franklin, Fulton, Herkimer, Lewis, Oneida, St. Lawrence, Saratoga, Warren und Washington | größtes öffentliches Naturschutzgebiet in den zusammenhängenden 48 Bundesstaaten; größte National Historic Landmark; der 1885 geformte Park war eines der ersten Naturschutzgebiete überhaupt; wurde später in einer eigenen Sektion der New Yorker Verfassung auf ewig geschützt                                                      |
| 3          | Susan B. Anthony House                                                                  | Fotografie des Susan B Anthony House aus dem Jahr 2007                                                             | 23. Mai 1965      | Rochester 43° 9′ 12″ N, 77° 37′ 32,7″ W                                                        | Monroe | Haus von Susan B. Anthony, einer prominenten Frauenrechtlerin im 19. Jahrhundert |
| 4          | Armour-Stiner House                                                                     | | 8. Dez. 1976      | Irvington 41° 1′ 50,9″ N, 73° 52′ 13,5″ W                                                      | Westchester | Umsetzung architektonischer Ideen von Orson Squire Fowler in Form eines Oktogons |
| 5          | Bennington Battlefield Bennington Battlefield SHS                                       | | 20. Jan. 1961     | Walloomsac 42° 56′ 19,2″ N, 73° 18′ 15,9″ W                                                    | Rensselaer | Stätte der Schlacht von Bennington; der amerikanische Sieg über eine britische Voraustruppe von Dragonern trug zum Erfolg der Kontinentalarmee in der entscheidenden Schlacht von Saratoga bei. |
| 6          | Boston Post Road Historic District                                                      | | 30. Aug. 1993     | Rye 40° 57′ 30,6″ N, 73° 42′ 6,9″ W                                                            | Westchester | drei Herrenhäuser mit dem umgebenden Grund, ein Friedhof und ein Naturschutzgebiet zwischen der Boston Post Road und dem Long Island Sound; das Gebiet blieb zwei Jahrhunderte lang praktisch unverändert |
| 7          | Boughton Hill (Gannagaro) Ganondagan SHS                                                | | 19. Juli 1964     | Victor 42° 57′ 40,2″ N, 77° 24′ 45,8″ W                                                        | Ontario County | Die Stätte eines Dorfes der Seneca im 17. Jahrhundert war als Town of Peace bekannt; der Bund der Irokesen wurde hier ins Leben gerufen. |
| 8          | Bronck House                                                                            | | 24. Dez. 1967     | Coxsackie 42° 20′ 31,4″ N, 73° 50′ 55,4″ W                                                     | Greene | ältestes Bauwerk in Upstate New York; exzellentes Architekturbeispiel der holländischen Kolonialzeit |
| 9          | Dr. Oliver Bronson House and Estate                                                     | | 31. Juli 2003     | Hudson 42° 14′ 35,2″ N, 73° 47′ 8,8″ W                                                         | Columbia | frühes Beispiel für den Hudson River Bracketed Style von Alexander Jackson Davis |
| 10         | John Brown Farm and Gravesite John Brown Farm SHS                                       | | 6. Aug. 1998      | Lake Placid 44° 15′ 20,1″ N, 73° 58′ 15,5″ W                                                   | Essex | Haus und letzte Ruhestätte des Abolitionisten John Brown, der nach seinem Angriff auf Harper's Ferry Armory vor dem Sezessionskrieg exekutiert wurde |
| 11         | Buffalo and Erie County Historical Society Building                                     | | 27. Feb. 1987     | Buffalo 42° 56′ 8″ N, 78° 52′ 36″ W                                                            | Erie County | Das vom Parthenon inspirierte Gebäude ist ein Vermächtnis der Pan American Exposition von 1901 und wurde anschließend der historischen Gesellschaft Buffalos und des Erie Countys übertragen. |
| 12         | Buffalo State Hospital                                                                  | | 24. Juni 1986     | Buffalo 42° 55′ 45,8″ N, 78° 52′ 55,7″ W                                                       | Erie County | größter Auftrag, den der Architekt H. H. Richardson ausführte; das Gebäude im Stil des von ihn geprägten Richardsonian Romanesque war zur Behandlung mental kranker bestimmt; die Gärten wurden von Frederick Law Olmsted entworfen.                                                                                                   |
| 13         | John Burroughs' Riverby Study                                                           | | 24. Nov. 1968     | West Park 41° 48′ 0″ N, 73° 57′ 32″ W                                                          | Ulster | kleines Ständerbauwerk, das 1881 der Naturalist John Burroughs als Rückzugsort zum Schreiben erbaut; hier, mit Blick über den Hudson River, schrieb Burroughs Fresh Fields (1884), Signs and Seasons (1886), Indoor Studies (1889) und Riverby (1894)                                                                                  |
| 14         | Camp Pine Knot                                                                          | | 18. Aug. 2004     | Raquette Lake 43° 49′ 16,8″ N, 74° 37′ 34,3″ W                                                 | Hamilton | erstes der Adirondack Great Camps; entworfen und erbaut von William West Durant |
| 15         | Canfield Casino and Congress Park                                                       | | 27. Feb. 1987     | Saratoga Springs 43° 4′ 44,7″ N, 73° 46′ 58,3″ W                                               | Saratoga | ehemaliges Resort und Casino; heutiger Sitz des Saratoga Springs History Museums |
| 16         | Chautauqua Historic District                                                            | | 29. Juni 1989     | Chautauqua 42° 12′ 35″ N, 79° 28′ 1″ W                                                         | Chautauqua | Einrichtung der Erwachsenenbildung und Sommerrückzugsort; konzentriert sich auf Programme bezüglich Kunst, Ausbildung, Religion und Erholung; die Architektur aus dem 19. Jahrhundert ist gut erhalten. |
| 17         | Christeen (Sloop)                                                                       | | 4. Dez. 1992      | Oyster Bay 40° 52′ 39,9″ N, 73° 32′ 22,9″ W                                                    | Nassau | älteste noch existierende Sloop in den Vereinigten Staaten zum Fischen von Austern |
| 18         | Frederick E. Church House Olana SHS                                                     | | 22. Juni 1965     | Hudson 42° 13′ 3″ N, 73° 49′ 7″ W                                                              | Columbia | Das von Calvert Vaux entworfene Wohnhaus des Malers Frederic Edwin Church, einem Vertreter der Hudson River School ist auch als Olana bekannt. |
| 19         | Clermont Clermont SHS                                                                   | | 28. Nov. 1972     | Clermont 42° 5′ 9,3″ N, 73° 55′ 8,7″ W                                                         | Columbia | Haus, aus dem die Livingston-Familie, prominent in der Geschichte des kolonialen New Yorks, ursprünglich stammte; auch als Clermont Manor bekannt. |
| 20         | Cobblestone Historic District                                                           | | 19. Apr. 1993     | Gaines 43° 17′ 16,2″ N, 78° 10′ 53,6″ W                                                        | Orleans | die drei Gebäude, eine Kirche, das Pfarrhaus und ein Schulhaus, fallen dadurch auf, dass sie aus runden Steinen gemauert sind, die im Englischen als cobblestone bezeichnet werden. |
| 21         | Thomas Cole House Thomas Cole National Historic Site                                    | | 23. Juni 1965     | Catskill 42° 13′ 34,9″ N, 73° 51′ 43,2″ W                                                      | Greene | Wohnhaus und Atelier des Malers Thomas Cole, der die Hudson River School begründete |
| 22         | Roscoe Conkling House                                                                   | | 15. Mai 1975      | Utica 43° 5′ 46″ N, 75° 13′ 47″ W                                                              | Oneida | Haus von Roscoe Conkling, einem US-Senator in den Jahren nach dem Sezessionskrieg; Führer der Stalwarts von Republikaner; trug zur Atmosphäre bei, die zum Attentat auf James Garfield führte |
| 23         | Croton Aqueduct (Old) Old Croton Aqueduct SHS                                           | | 27. Apr. 1992     | Croton River nach Manhattan                                                                    | Westchester | ausgedehntes und komplexes Wasserversorgungssystem für New York City; 1837–1842 erbaut |
| 24         | Delaware and Hudson Canal                                                               | | 24. Nov. 1968     | Kingston, NY, Rosendale, NY, Ellenville, NY, Port Jervis, NY, Lackawaxen, PA und Honesdale, PA | Orange, NY, Sullivan, NY, Ulster, NY, Pike, PA und Wayne, PA                                                                                      | im 19. Jahrhundert wichtige Transportroute für Kohle aus Pennsylvania nach New York City; auch NHL in Pennsylvania |
| 25         | De Wint House                                                                           | | 23. Mai 1968      | Tappan 41° 1′ 11″ N, 73° 56′ 48″ W                                                             | Rockland | ältestes Bauwerk im Rockland County; herausragendes Beispiel holländischer Kolonialarchitektur; wurde von George Washington bei den Verhandlungen für den Abzug der Briten aus New York City als Hauptquartier genutzt |
| 26         | John William Draper House                                                               | | 15. Mai 1975      | Hastings-on-Hudson 40° 59′ 24,4″ N, 73° 52′ 48,4″ W                                            | Westchester | Haus und Observatorium von John William Draper, einem Pionier der Astrofotografie und erste Person, der den Mond so fotografierte, dass man geographische Merkmale erkennen kann |
| 27         | Dutch Reformed Church                                                                   | | 7. Aug. 2001      | City of Newburgh 41° 30′ 16″ N, 74° 0′ 32,3″ W                                                 | Orange | von Alexander Jackson Davis 1835 entworfene Kirche im neoklassizistischen Stil |
| 28         | Dutch Reformed Church (Sleepy Hollow)                                                   | | 5. Nov. 1961      | Sleepy Hollow 41° 5′ 25,5″ N, 73° 51′ 42,9″ W                                                  | Westchester | guterhaltene Kirche aus holländischer Kolonialzeit |
| 29         | Eagle Island Camp                                                                       | | 18. Aug. 2004     | Saranac Inn 44° 16′ 27,8″ N, 74° 19′ 57″ W                                                     | Franklin | eines der ursprünglichen Adirondack Great Camps am Upper Saranac Lake; wird heute als Mädchenpfadfinderlager genutzt |
| 30         | George Eastman House                                                                    | | 13. Nov. 1966     | Rochester 43° 9′ 7,7″ N, 77° 34′ 49″ W                                                         | Monroe | Haus von George Eastman, dem Gründer von Kodak; heute ein international bekanntes Museum für Photographie |
| 31         | Edward M. Cotter (fireboat)                                                             | | 28. Juni 1996     | Buffalo 42° 52′ 19,7″ N, 78° 52′ 22,2″ W                                                       | Erie County | ältestes noch im aktiven Dienst befindliches Feuerlöschboot der Welt |
| 32         | Elephant Hotel                                                                          | | 5. Apr. 2005      | Somers 41° 19′ 37″ N, 73° 41′ 13″ W                                                            | Westchester | Die "Geburtsstätte des Amerikanischen Zirkus" diente in den 1830er Jahren als Hauptquartier von Hachaliah Bailey; heute sowohl Museum als auch Town Hall der Stadt |
| 33         | Erie Canal National Historic Landmark Schoharie Crossing SHS                            | Schoharie Crossing Aqueduct                                                                                        | 9. Okt. 1960      | Glen und Florida                                                                               | Montgomery | Aquädukt des Erie Canals über den Schoharie Creek |
| 34         | Millard Fillmore House                                                                  | | 30. Mai 1974      | East Aurora 42° 46′ 5,9″ N, 78° 37′ 21″ W                                                      | Erie County | einziges noch bestehendes Haus, in dem – abgesehen vom Weißen Haus – der 16. Präsident Millard Fillmore lebte |
| 35         | First Presbyterian Church                                                               | With steeple (before 1938)                                                                                         | 19. Apr. 1994     | Sag Harbor 40° 59′ 50″ N, 72° 17′ 38,7″ W                                                      | Suffolk | Kirche im Egyptian Revival |
| 35.5       | First Reformed Protestant Dutch Church of Kingston                                      | | 10. Okt. 2008     | Kingston                                                                                       | Ulster | Der 1850 entstandene Bau ist die Pfarrkirche einer 1659 gegründeten Pfarrgemeinde und ist eines der raren Beispiele, in denen der ursprüngliche Kirchturm von Minard Lefever noch besteht. Der Kongressabgeordnete George Clinton ist hier begraben.                                                                                   |
| 36         | Gen. William Floyd House                                                                | | 17. Juli 1971     | Westernville 43° 18′ 22″ N, 75° 23′ 2″ W                                                       | Oneida | Haus von William Floyd, einem Unterzeichner der Amerikanischen Unabhängigkeitserklärung |
| 37         | Fort Corchaug Archeological Site                                                        | | 20. Jan. 1999     | Southold                                                                                       | Suffolk | Stätte eines indianischen Forts |
| 38         | Fort Crailo Crailo SHS                                                                  | | 11. Nov. 1961     | Rensselaer 42° 38′ 7,7″ N, 73° 44′ 58,7″ W                                                     | Rensselaer | von niederländischen Kolonisten gegründet; möglicherweise wurde hier der Yankee Doodle geschrieben |
| 39         | Fort Crown Point Crown Point SHS                                                        | | 24. Nov. 1968     | Crown Point 44° 1′ 45″ N, 73° 25′ 52″ W                                                        | Essex | Mitte des 18. Jahrhunderts von den Briten erbaut, um Lake Champlain gegen die Franzosen zu verteidigen |
| 40         | Fort Johnson                                                                            | | 28. Nov. 1972     | Fort Johnson 42° 57′ 26″ N, 74° 14′ 30″ W                                                      | Montgomery | Heimat von William Johnson und später seines Sohnes John Johnson |
| 41         | Fort Klock                                                                              | | 28. Nov. 1972     | St. Johnsville 42° 59′ 6″ N, 74° 39′ 1″ W                                                      | Montgomery | steinerne befestigte Siedlung aus der Mitte des 18. Jahrhunderts im Tal des Mohawk Rivers |
| 42         | Fort Massapeag Archeological Site                                                       | | 19. Apr. 1993     | Oyster Bay                                                                                     | Nassau | archäologische Fundstätte in Oyster Bay, New York |
| 43         | Fort Montgomery Fort Montgomery SHS                                                     | | 28. Nov. 1972     | Highlands 41° 19′ 26″ N, 73° 59′ 13″ W                                                         | Orange | von der Kontinentalarmee erbautes Fort, um den Hudson River zu kontrollieren; wurde von den Briten eingenommen und zerstört |
| 44         | Fort Niagara Old Fort Niagara SHS                                                       | Fort Niagara von der kanadischen Seite                                                                             | 9. Okt. 1960      | Youngstown 43° 15′ 42″ N, 79° 3′ 49″ W                                                         | Niagara | ursprünglich von den Briten während des Franzosen- und Indianerkrieges gebaut; diente im Krieg von 1812 als US-Stützpunkt und wurde später von den Briten eingenommen; die Rückgabe erfolgte am Ende des Krieges |
| 45         | Fort Orange Archeological Site                                                          | | 4. Nov. 1993      | Albany 42° 38′ 41,5″ N, 73° 45′ 1,1″ W                                                         | Albany | Ausgrabungsstätte an der Stelle der ersten Besiedlung durch niederländische Siedler in Nieuw Nederland |
| 46         | Fort St. Frédéric Crown Point SHS                                                       | | 9. Okt. 1960      | Crown Point                                                                                    | Essex | von der Franzosen weitgehend zerstörtes Fort; die Briten nutzten den Standort für Fort Crown Point |
| 47         | Fort Stanwix Fort Stanwix National Monument                                             | | 23. Nov. 1962     | Rome 43° 13′ 7″ N, 75° 27′ 32″ W                                                               | Oneida | Moderne Rekonstruktion eines kolonialen Forts an der ursprünglichen Städte |
| 48         | Fort Ticonderoga                                                                        | | 9. Okt. 1960      | Ticonderoga 43° 50′ 29″ N, 73° 23′ 17″ W                                                       | Essex | Ort von wichtigen Kämpfen während des Franzosen- und Indianerkrieges sowie im Amerikanischen Unabhängigkeitskrieg |
| 49         | General Electric Research Laboratory                                                    | | 15. Mai 1975      | Schenectady 42° 48′ 38,8″ N, 73° 57′ 5,7″ W                                                    | Schenectady | erste industrielle Forschungseinrichtung in den Vereinigten Staaten |
| 50         | Geneseo Historic District                                                               | The Bear Fountain, the best-known (only?) symbol of Geneseo, New York, here decorated with flags for Memorial Day. | 17. Juli 1991     | Geneseo 42° 47′ 46,5″ N, 77° 49′ 0,4″ W                                                        | Livingston | gut erhaltenes Upstate Village aus dem 19. Jahrhundert |
| 51         | Jay Gould Estate                                                                        | | 13. Nov. 1966     | Tarrytown 41° 3′ 20,9″ N, 73° 51′ 55,1″ W                                                      | Westchester | von Alexander Jackson Davis entworfener neugotischer Landsitz; wurde zum Wohnsitz des Eisenbahnmagnaten Jay Gould |
| 52         | W. & L. E. Gurley Building                                                              | | 4. Mai 1983       | Troy 42° 43′ 55,7″ N, 73° 41′ 13,4″ W                                                          | Rensselaer | 1862 erbautes, neoklassizistisches Gebäude; einst Sitz der W. & L. E. Gurley Company, eines Herstellers von Präzisionsmessinstrumenten |
| 53         | James Hall Office                                                                       | | 8. Dez. 1976      | Albany 42° 38′ 45,4″ N, 73° 46′ 9″ W                                                           | Albany | Büro des Paläontologen James Hall, der sich um die geologische Erforschung Nordamerikas während des 19. Jahrhunderts verdient gemacht hat; der Entwurf stammt vom Calvert Vaux und Frederick Law Olmsted |
| 54         | Harmony Mills                                                                           | Harmony Mills building No. 3                                                                                       | 20. Jan. 1999     | Cohoes 42° 46′ 52,9″ N, 73° 42′ 15,9″ W                                                        | Albany | Bei der Eröffnung 1872 größte Baumwollspinnerei der Welt |
| 55         | E.H. Harriman Estate                                                                    | | 13. Nov. 1966     | Harriman 41° 17′ 48,1″ N, 74° 7′ 9,5″ W                                                        | Orange | Landsitz des Eisenbahnmagnaten Edward Harriman; auch als „Arden“ bekannt |
| 56         | John Hartford House                                                                     | | 22. Dez. 1977     | Valhalla 41° 4′ 6,9″ N, 73° 47′ 26,1″ W                                                        | Westchester | Haus von John Hartford, dessen Familie A & P zur ersten landesweiten Einzelhandelskette aufbaute |
| 57         | Jean Hasbrouck House                                                                    | | 24. Dez. 1967     | New Paltz 41° 45′ 3,2″ N, 74° 5′ 18,6″ W                                                       | Ulster | Beispiel der niederländischen Kolonialarchitektur im Hudson Valley aus dem frühen 18. Jahrhundert; liegt innerhalb des Huguenot Street Historic Districts |
| 58         | Lemuel Haynes House                                                                     | | 15. Mai 1975      | South Granville 43° 22′ 15,9″ N, 73° 17′ 0,1″ W                                                | Washington | letztes Wohnhaus von Lemuel Haynes, dem ersten afroamerikanischen Prediger in den Vereinigten Staaten |
| 59         | Historic Track                                                                          | | 23. Mai 1966      | Goshen 41° 24′ 7,9″ N, 74° 19′ 10,2″ W                                                         | Orange | älteste andauernd betriebene Trabrennbahn in den Vereinigten Staaten |
| 60         | Holland Land Office                                                                     | | 9. Okt. 1960      | Batavia 42° 59′ 54,8″ N, 78° 11′ 21,2″ W                                                       | Genesee | Hauptsitz der Holland Land Company, die einst Landbesitz im Westen des Bundesstaates hatte |
| 61         | Franklin Hough House                                                                    | | 23. Mai 1963      | Lowville 43° 47′ 22,3″ N, 75° 29′ 49,7″ W                                                      | Lewis | Haus von Franklin Hough, der als Begründer der US-amerikanischen Waldwirtschaft gilt |
| 62         | Hudson River Historic District                                                          | View of Catskills across Hudson · Wilderstein mansion                                                              | 14. Dez. 1990     | Ostufer des Hudson Rivers zwischen Staatsburg und Germantown                                   | Dutchess und Columbia | Blick auf die Catskill Mountains auf der anderen Flussseite haben die Künstler der Hudson River School inspiriert; umfasst kleine Städte mit viel Landnutzung dazwischen und aus der Vergangenheit erhaltene Architektur |
| 63         | Hudson River State Hospital                                                             | | 30. Juni 1989     | City of Poughkeepsie 41° 43′ 59″ N, 73° 55′ 41″ W                                              | Dutchess | das von Frederick Clarke Withers entworfene Krankenhaus war das erste solche Gebäude in den Vereinigten Staaten im High Victorian Gothic; Außenanlage von Frederick Law Olmsted und Calvert Vaux angelegt |
| 64         | Huguenot Street Historic District                                                       | | 9. Okt. 1960      | New Paltz 41° 45′ 0″ N, 74° 5′ 21,5″ W                                                         | Ulster | einer der ältesten noch bewohnten Orte in den Vereinigten Staaten |
| 65         | Hurley Historic District                                                                | | 5. Nov. 1961      | Hurley 41° 55′ 32″ N, 74° 3′ 49″ W                                                             | Ulster | zehn Steinhäuser im niederländischen Kolonialstil; war während des Amerikanischen Unabhängigkeitskrieges zwei Monate lang die Hauptstadt des Bundesstaates |
| 66         | Hyde Hall Hyde Hall SHS                                                                 | | 24. Juni 1986     | Glimmerglass State Park 42° 47′ 32,3″ N, 74° 52′ 8,1″ W                                        | Otsego | eines der besten Häuser in den Vereinigten Staaten; kombiniert architektonische Traditionen Englands und Amerikas; eines der wenigen von Philip Hooker gebauten Häuser |
| 67         | John Jay Homestead John Jay Homestead SHS                                               | | 29. Mai 1981      | Katonah 41° 15′ 5,4″ N, 73° 39′ 36,4″ W                                                        | Westchester | Haus von John Jay, dem ersten Chief Justice of the United States |
| 68         | Johnson Hall Johnson Hall SHS                                                           | | 9. Okt. 1960      | Johnstown 43° 0′ 58,5″ N, 74° 22′ 59,9″ W                                                      | Fulton | spätes Wohnhaus von Sir William Johnson; Johnson Hall wurde während der Revolution von der Regierung der Rebellen beschlagnahmt und danach von Silas Talbot erworben |
| 69         | Kleinhans Music Hall                                                                    | | 30. Juni 1989     | Buffalo 42° 54′ 6,8″ N, 78° 53′ 0,6″ W                                                         | Erie County | Heimat des Buffalo Philharmonic Orchestra, das Design stammt von Eliel und Eero Saarinen. |
| 70         | Knox Headquarters Knox's Headquarters SHS                                               | | 28. Nov. 1972     | Vails Gate 41° 27′ 17,6″ N, 74° 3′ 0,4″ W                                                      | Orange | Hauptquartier von General Henry Knox während des Amerikanischen Unabhängigkeitskrieges |
| 71         | Lake Mohonk Mountain House                                                              | | 24. Juni 1986     | New Paltz 41° 46′ 7″ N, 74° 9′ 20″ W                                                           | Ulster | Resort an der Shawangunk Ridge; Versammlungsort der von 1895 bis 1916 bestehenden Lake Mohonk Conference on International Arbitration, die zur Gründung des Ständigen Schiedshofs in Den Haag führte |
| 72         | Lamoka Site                                                                             | | 20. Jan. 1961     | Tyrone                                                                                         | Schuyler | älteste archäologische Fundstelle (um 3500 v. Chr.) einer Kultur der Jäger und Sammler in den Vereinigten Staaten |
| 73         | Land Tortoise (shipwreck)                                                               | | 6. Aug. 1998      | Seegrund von Lake George                                                                       | Warren | einziges bekanntes Beispiel eines Radeau (Schiff mit einem einfachen flachen Kiel und Kanone); sank während des Franzosen- und Indianerkrieges |
| 74         | Irving Langmuir House                                                                   | | 7. Jan. 1976      | Schenectady 42° 48′ 58,4″ N, 73° 55′ 9,1″ W                                                    | Schenectady | Haus des Physikers und Chemikers Irving Langmuir, der während seiner Forschungskarriere bei General Electric 1932 den Nobelpreis erhielt |
| 75         | Lindenwald Martin Van Buren National Historic Site                                      | | 4. Juli 1961      | Kinderhook 42° 22′ 10,9″ N, 73° 42′ 15,1″ W                                                    | Columbia | Haus des Präsidenten Martin Van Buren; der Entwurf stammt teilweise von Richard Upjohn |
| 76         | Manitoga                                                                                | | 17. Feb. 2006     | Garrison 41° 20′ 55,3″ N, 73° 57′ 4,3″ W                                                       | Putnam | Haus und Atelier des Industriedesigners Russel Wright. Wurde von Wright und seiner Frau im Sinne der Nachhaltigkeit entworfen und fügt sich in die umgebende Landschaft ein |
| 77         | Darwin D. Martin House David Martin House SHS                                           | | 24. Feb. 1986     | Buffalo 42° 55′ 52,2″ N, 78° 50′ 29″ W                                                         | Erie County | gilt als das wichtigste Bauwerk des Architekten Frank Lloyd Wright aus der Frühzeit seiner Karriere |
| 78         | Lewis Miller Cottage, Chautauqua Institution                                            | | 21. Dez. 1965     | Chautauqua 42° 11′ 54″ N, 78° 44′ 21,2″ W                                                      | Chautauqua | Haus des Philanthropen Lewis Miller, dem Gründer der Chautauqua Institution, die sich auf dem Grundstück befindet |
| 79         | Modesty (sloop)                                                                         | | 7. Aug. 2001      | West Sayville 40° 43′ 22″ N, 73° 5′ 43″ W                                                      | Suffolk | Beispiel eines Austernfischfangbootes von Long Island; letzte solche Sloop, die nur durch Segel bewegt wurde |
| 80         | Mohawk Upper Castle Historic District                                                   | | 4. Nov. 1993      | Danube                                                                                         | Herkimer | Historic District, die sowohl die Indian Castle Church als auch archäologische Fundstellen umfasst |
| 81         | Montgomery Place                                                                        | | 8. Apr. 1992      | Annandale. 42° 0′ 52,4″ N, 73° 55′ 8,3″ W                                                      | Dutchess | Haus im Federal Style, dessen Anbau von Alexander Jackson Davis entworfen wurde |
| 82         | Thomas Moran House                                                                      | | 21. Dez. 1965     | East Hampton 40° 57′ 13,6″ N, 72° 11′ 40,3″ W                                                  | Suffolk | Haus des der Hudson River School zugehörigen Malers Thomas Moran, der am Aufbau des Nationalpark-Systems in den Vereinigten Staaten beteiligt war |
| 83         | Morrill Hall                                                                            | Morrill Hall zwischen McGraw Hall (links) und Uris Library/McGraw Tower (rechts)                                   | 21. Dez. 1965     | Ithaca 42° 26′ 55,3″ N, 76° 29′ 8,1″ W                                                         | Tompkins | ältestes Gebäude der Cornell University |
| 84         | Samuel F. B. Morse House Locust Grove                                                   | | 29. Jan. 1964     | Town of Poughkeepsie 41° 37′ 51,2″ N, 73° 55′ 10,2″ W                                          | Dutchess | Haus von Samuel Morse, dem Erfinder des Telegraphen in seinen späteren Lebensjahren; von nachfolgenden Besitzern erhalten |
| 85         | William Sidney Mount House                                                              | | 21. Dez. 1965     | Stony Brook 40° 54′ 26,6″ N, 73° 8′ 17,8″ W                                                    | Suffolk | Haus und Atelier des Malers William Sidney Mount |
| 86         | Montauk Point Lighthouse                                                                | | 6. März 2012      | East Hampton 41° 4′ 15,5″ N, 71° 51′ 25,5″ W                                                   | Suffolk | Unter den noch aktiven Leuchttürmen des U.S. Lighthouse Service war dieser Leuchtturm für den Außenhandel der Vereinigten Staaten der wichtigste. |
| 87         | Mount Lebanon Shaker Society                                                            | | 23. Juni 1965     | New Lebanon 42° 27′ 9,2″ N, 73° 22′ 50,4″ W                                                    | Columbia | zentrale Gemeinschaft der Shaker in den Vereinigten Staaten |
| 88         | Kate Mullany House                                                                      | | 1. Apr. 1998      | Troy 42° 44′ 23,6″ N, 73° 40′ 54,5″ W                                                          | Rensselaer | Haus von Kate Mullany, Gründerin der Collar Laundry Union |
| 89         | Nash (tugboat)                                                                          | | 4. Dez. 1992      | Oswego 43° 27′ 48,5″ N, 76° 30′ 56,2″ W                                                        | Oswego | letztes existierendes Kriegsschiff der United States Navy, das am D-Day an der Landung in der Normandie teilgenommen hat |
| 90         | New York State Capitol                                                                  | | 29. Jan. 1979     | Albany 42° 39′ 9,2″ N, 73° 45′ 26,4″ W                                                         | Albany | in zwei unterschiedliche Baustilen erbaut; eines von zehn Kapitol-Gebäude der US-Bundesstaaten, das keine Kuppel hat |
| 91         | New York State Inebriate Asylum                                                         | | 9. Dez. 1997      | Binghamton 42° 6′ 23,3″ N, 75° 51′ 56,7″ W                                                     | Broome | erstes Hospital, das zur Behandlung von Alkoholismus als medizinisches Problem und nicht als Charakterschwäche gebaut wurde |
| 92         | Newtown Battlefield Newtown Battlefield State Park                                      | | 28. Nov. 1972     | Elmira 42° 2′ 43,4″ N, 76° 44′ 0,4″ W                                                          | Chemung | Im August 1779 Ort der einzigen größeren Kampfhandlung während des Sullivan-Feldzugs; entscheidender Sieg der Truppen von General John Sullivan über loyale Indianer, die von Joseph Brant angeführt wurden. |
| 93         | Niagara Reservation                                                                     | | 23. Mai 1963      | Niagara Falls 43° 4′ 48″ N, 79° 4′ 12″ W                                                       | Niagara | ältester State Park in den Vereinigten Staaten (1885); auf der US-Seite der Niagarafälle eingerichtet |
| 94         | Nott Memorial Hall                                                                      | | 24. Juni 1986     | Schenectady 42° 49′ 2,1″ N, 73° 55′ 49,1″ W                                                    | Schenectady | sechzehnseitiges Bauwerk auf dem Union College Campus, das als herausragendes Beispiel von Victorian-Gothic-Architektur betrachtet wird |
| 95         | Old Blenheim Bridge                                                                     | Blenheim Bridge in 2008                                                                                            | 29. Jan. 1964     | North Blenheim 42° 28′ 21,1″ N, 74° 26′ 28,6″ W                                                | Schoharie | Die einst längste einspannige gedeckte Brücke im Osten der Vereinigten Staaten wurde 2011 von einer extremen Sturzflut nach dem Durchzug von Hurrikan Irene mitgerissen. |
| 96         | Old Main, Vassar College                                                                | | 24. Juni 1986     | Town of Poughkeepsie 41° 41′ 12″ N, 73° 53′ 45″ W                                              | Dutchess | Gebäude im Stil des Second Empire; zweites Bauwerk eines der ersten Colleges in den Vereinigten Staaten für Frauen |
| 97         | Old House                                                                               | | 5. Nov. 1961      | Cutchogue 41° 0′ 30,2″ N, 72° 29′ 8,5″ W                                                       | Suffolk | 1649 erbaut; gilt als eines der besten noch bestehenden Beispiele englischer Hausarchitektur in Amerika |
| 98         | Oneida Community Mansion House                                                          | | 23. Juni 1965     | Oneida 43° 3′ 37,3″ N, 75° 36′ 18,6″ W                                                         | Madison | 1848 für die Oneida Community erbaut |
| 99         | Oriskany Battlefield Oriskany Battlefield SHS                                           | | 23. Nov. 1962     | Oriskany 43° 10′ 38,1″ N, 75° 22′ 10,3″ W                                                      | Oneida | örtliche Milizen hielten hier probritische Indianer und Loyalisten auf; eine der wenigen Schlachten des Unabhängigkeitskrieges, an denen ausschließlich Personen teilnahmen, die in Nordamerika geboren waren |
| 100        | Owl’s Nest                                                                              | | 11. Nov. 1971     | Lake George                                                                                    | Warren | Haus des Schriftstellers Edward Eggleston, einem der ersten amerikanischen Autoren des Realismus |
| 101        | Thomas Paine Cottage                                                                    | | 28. Nov. 1972     | New Rochelle 40° 56′ 11″ N, 73° 47′ 12″ W                                                      | Westchester | Haus und Grabstätte von Thomas Paine, dem Autor des Pamphlets Common Sense |
| 102        | Palisades Interstate Park                                                               | | 12. Jan. 1965     | am Hudson River an der Grenze zu New Jersey                                                    | Rockland, NY, Orange County, NY und Bergen, NJ | gemeinsame Bemühungen der beiden Bundesstaaten, die Landschaft der westlichen Hudson Palisades zu erhalten und sie vor Bebauung und Abbau zu schützen |
| 103        | Petrified Sea Gardens                                                                   | Prehistoric grotto at Petrified Sea Gardens                                                                        | 20. Jan. 1999     | Saratoga Springs 43° 4′ 59″ N, 73° 50′ 40,2″ W                                                 | Saratoga | hier wurden erstmals in Nordamerika Stromatolithen entdeckt; die Fossilien von Meeresalgen wurden erstmals beschrieben von der Paläontologin Winifred Goldring |
| 104        | Philipsburg Manor                                                                       | | 5. Nov. 1961      | Sleepy Hollow 41° 5′ 26″ N, 73° 51′ 55″ W                                                      | Westchester | historisches Haus, Wassermühle und Handelsposten; einstiger Besitzer hatte die größte Ansammlung von Sklaven im kolonialen Norden |
| 105        | Philpse Manor Hall Philpse Manor Hall SHS                                               | | 5. Nov. 1961      | Yonkers 40° 56′ 8″ N, 73° 53′ 59″ W                                                            | Westchester | Heimatmuseum; ältestes noch stehendes Bauwerk im Westchester County |
| 106        | Plattsburgh Bay                                                                         | | 19. Dez. 1960     | Lake Champlain 44° 41′ 33,3″ N, 73° 22′ 34,1″ W                                                | Clinton | Ort der Schlacht von Plattsburgh, bei der Land- und Marineeinheiten der Vereinigten Staaten den letzten Invasionsversuch während des Krieges von 1812 zurückschlugen |
| 107        | Playland Amusement Park                                                                 | | 27. Feb. 1987     | Rye 40° 57′ 57″ N, 73° 40′ 26″ W                                                               | Westchester | einziger Vergnügungspark in den Vereinigten Staaten, der in öffentlichem Besitz ist; im Stil des Art-Déco |
| 108        | Jackson Pollock House and Studio                                                        | | 14. Apr. 1994     | East Hampton 41° 1′ 25,9″ N, 72° 9′ 17,7″ W                                                    | Suffolk | Wohnhaus und Atelier des Malers Jackson Pollock und seiner Frau Lee Krasner ab 1945 |
| 109        | Priscilla (sloop)                                                                       | | 17. Feb. 2006     | West Sayville 40° 43′ 22″ N, 73° 5′ 43″ W                                                      | Suffolk | klassische Long-Island-Krabbenfang-Sloop |
| 110        | Prudential (Guaranty) Building                                                          | | 15. Mai 1975      | Buffalo 42° 52′ 57,9″ N, 78° 52′ 36,3″ W                                                       | Erie County | frühes Hochhaus; Zusammenarbeit von Louis Sullivan und Dankmar Adler |
| 111        | John D. Rockefeller Estate                                                              | | 11. Mai 1976      | Pocantico Hills 41° 5′ 23″ N, 73° 50′ 40″ W                                                    | Westchester | Landsitz der Rockefeller-Familie; auch unter dem Namen „Kykuit“ bekannt |
| 112        | Elihu Root House                                                                        | | 28. Nov. 1972     | Clinton 43° 2′ 59″ N, 75° 24′ 18″ W                                                            | Oneida | Haus von Elihu Root, US-Senator, Verteidigungsminister, Außenminister und Empfänger des Friedensnobelpreises 1912 |
| 113        | Rose Hill Mansion                                                                       | | 24. Juni 1986     | Fayette                                                                                        | Seneca | weitläufiges Haus im neoklassizistischen Stil |
| 114        | Roycroft Campus                                                                         | | 26. Feb. 1986     | East Aurora 42° 46′ 3,7″ N, 78° 37′ 4,1″ W                                                     | Erie County | von Elbert Hubbard begründeter Sitz einer der Schlüsselgruppen des Arts and Crafts Movement |
| 115        | Rudolph Oyster House                                                                    | | 7. Aug. 2001      | West Sayville 40° 43′ 22″ N, 73° 5′ 43″ W                                                      | Suffolk | Verarbeitungsbetrieb von Seefrüchten zu Beginn des 20. Jahrhunderts |
| 116        | Sagamore Camp                                                                           | | 16. Mai 2000      | Raquette Lake 43° 45′ 55,6″ N, 74° 37′ 38,3″ W                                                 | Hamilton | von William West Durant entworfen; eines der Adirondack Great Camps |
| 117        | St. Paul's Cathedral                                                                    | | 23. Dez. 1987     | Buffalo 42° 52′ 57,6″ N, 78° 52′ 35″ W                                                         | Erie County | neugotische Kirche, deren Entwurf von Richard Upjohn stammt |
| 118        | St. Peter’s Episcopal Church                                                            | | 16. Jan. 1980     | Albany 42° 39′ 3″ N, 73° 45′ 16″ W                                                             | Albany | weitere von Richard Upjohn gebaute neugotische Kirche |
| 119        | Santanoni Preserve                                                                      | | 16. Mai 2000      | Newcomb                                                                                        | Essex | eines der ersten der Adirondack Great Camps; beeinflusste die Einrichtung der späteren Camps wesentlich |
| 120        | Saratoga Spa State Park                                                                 | | 27. Feb. 1987     | Saratoga Springs 43° 3′ 3,6″ N, 73° 48′ 14,4″ W                                                | Saratoga | einziger aktiver Geysir im Osten der Vereinigten Staaten; beliebter Ferienort der Wohlhabenden zu Beginn des 20. Jahrhunderts |
| 121        | Philip Schuyler Mansion Schuyler Mansion SHS                                            | | 24. Dez. 1967     | Albany 42° 38′ 29,1″ N, 73° 45′ 33,3″ W                                                        | Albany | Haus von Philip Schuyler, einem General der Kontinentalarmee und US-Senator |
| 122        | Schuyler Flatts Archaeological District                                                 | | 4. Nov. 1993      | Albany                                                                                         | Albany | archäologische Fundstätte mit Artefakten aus 6000 Jahren menschlicher Siedlungsgeschichte |
| 123        | William Seward House                                                                    | | 29. Jan. 1964     | Auburn 42° 55′ 32,9″ N, 76° 33′ 58,9″ W                                                        | Cayuga | Haus des Politikers William H. Seward, dessen Karriere durch den Ankauf von Alaska während seiner Zeit als Außenminister einen Dämpfer erhielt |
| 124        | Slabsides                                                                               | | 24. Nov. 1968     | West Park 41° 47′ 40″ N, 73° 58′ 23″ W                                                         | Ulster | Blockhaus von John Burroughs und seinem Sohn |
| 125        | Gerrit Smith Estate                                                                     | | 3. Jan. 2001      | Peterboro                                                                                      | Madison | Haus von Gerrit Smith, Sozialreformer und Präsidentschaftskandidat im 19. Jahrhundert |
| 126        | John Philip Sousa House                                                                 | | 23. Mai 1966      | Port Washington 40° 50′ 38″ N, 73° 43′ 49,4″ W                                                 | Nassau | Haus des Bandleaders und Komponisten John Philip Sousa |
| 127        | Springside                                                                              | | 11. Aug. 1969     | City of Poughkeepsie 41° 41′ 20,8″ N, 73° 55′ 43,3″ W                                          | Dutchess | einzige noch vorhandene Landschaftsarchitektur von Andrew Jackson Downing; auch als Matthew Vassar Estate bekannt |
| 128        | Elizabeth Cady Stanton House                                                            | | 23. Juni 1965     | Seneca Falls 42° 54′ 45,5″ N, 76° 47′ 18,2″ W                                                  | Seneca | Haus von Elizabeth Cady Stanton, Feministin im 19. Jahrhundert |
| 129        | Steepletop                                                                              | | 11. Nov. 1971     | Austerlitz 42° 19′ 13″ N, 73° 26′ 52″ W                                                        | Columbia | Haus der Pulitzer-Preis-Gewinnerin Edna St. Vincent Millay |
| 130        | Stony Point Battlefield Stony Point Battlefield SHS                                     | | 20. Jan. 1961     | Stony Point 41° 14′ 29,2″ N, 73° 58′ 24,7″ W                                                   | Rockland | Ort der Schlacht von Stony Point, bei der Anthony Wayne über die Briten siegreich war |
| 131        | Sunnyside                                                                               | | 29. Dez. 1962     | Tarrytown 41° 2′ 52,1″ N, 73° 52′ 11,6″ W                                                      | Westchester | Landsitz des Schriftstellers Washington Irving, der vor allem für seine Kurzgeschichten The Legend of Sleepy Hollow und Rip Van Winkle bekannt ist |
| 132        | USS The Sullivans                                                                       | | 14. Jan. 1986     | Buffalo 42° 52′ 39,2″ N, 78° 52′ 49,4″ W                                                       | Erie County | Beispiel für einen Zerstörer der Fletcher-Klasse; war im Zweiten Weltkrieg und im Koreakrieg im Einsatz; liegt nun im Buffalo and Erie County Naval & Military Park |
| 133        | Top Cottage                                                                             | | 9. Dez. 1997      | Hyde Park                                                                                      | Dutchess | Cottage aus Feldsteinen, das für Franklin D. Roosevelt gebaut wurde; eines der ersten Bauwerke in den Vereinigten Staaten mit Barrierefreiheit |
| 134        | Troy Savings Bank                                                                       | | 11. Apr. 1989     | Troy 42° 43′ 49″ N, 73° 41′ 17″ W                                                              | Rensselaer | von George B. Post erbaut, um sowohl die Funktion einer Bank im Erdgeschoss und eines Konzertsaals im Stockwerk darüber zu erfüllen |
| 135        | Harriet Tubman Home for the Aged, Harriet Tubman Residence, Thompson A.M.E. Zion Church | | 30. Mai 1974      | Auburn 42° 54′ 40″ N, 76° 34′ 4″ W                                                             | Cayuga | Objekte im Zusammenhang mit Harriet Tubman, involviert in die Underground Railroad |
| 136        | United States Military Academy                                                          | | 19. Dez. 1960     | Highlands 41° 23′ 31,9″ N, 73° 57′ 27,1″ W                                                     | Orange | allgemein als West Point bekannt; älteste kontinuierlich bestehende militärische Dienststelle der Vereinigten Staaten und alma mater vieler Befehlshaber der U.S. Army |
| 137        | Utica State Hospital (Main Building)                                                    | | 30. Juli 1989     | Utica                                                                                          | Oneida | Erstes Krankenhaus für die „Geistesschwachen“; archetypisches neoklassizistisches Bauwerk |
| 138        | Valcour Bay                                                                             | | 1. Jan. 1961      | Lake Champlain                                                                                 | Clinton | Stätte der Schlacht von Valcour Island während des Amerikanischen Unabhängigkeitskrieges |
| 139        | Van Alen House                                                                          | | 24. Dez. 1967     | Kinderhook                                                                                     | Columbia | beispielhaftes koloniales Bauernhaus im niederländischen Stil; 1737 erbaut und weitgehend intakt erhalten |
| 140        | Van Cortlandt Manor                                                                     | | 5. Nov. 1961      | Croton-On-Hudson 41° 11′ 29,9″ N, 73° 52′ 35,5″ W                                              | Westchester | kolonialer Herrensitz aus dem frühen 18. Jahrhundert |
| 141        | Vassar College Observatory                                                              | | 17. Juli 1991     | Town of Poughkeepsie 41° 41′ 15″ N, 73° 53′ 37″ W                                              | Dutchess | Arbeitsplatz und Haus von Maria Mitchell, einer wichtigen Astronomin im 19. Jahrhundert und Pionierin der Wissenschaft |
| 142        | Villa Lewaro                                                                            | | 11. Mai 1976      | Irvington 41° 2′ 35,4″ N, 73° 51′ 50,4″ W                                                      | Westchester | Haus von Madam C. J. Walker, der ersten bekannten afroamerikanischen Millionärin |
| 143        | Washington's Headquarters Washington's Headquarters SHS                                 | | 20. Jan. 1961     | City of Newburgh 41° 29′ 55″ N, 74° 0′ 28″ W                                                   | Orange | Hauptquartier George Washingtons in den Endjahren des Amerikanischen Unabhängigkeitskrieges; ältestes Bauwerk in Newburgh |
| 144        | Watervliet Arsenal                                                                      | | 13. Nov. 1966     | Watervliet 42° 43′ 6″ N, 73° 42′ 31″ W                                                         | Albany | ältestes Arsenal der Vereinigten Staaten |
| 145        | Elkanah Watson House                                                                    | | 19. Juli 1964     | Port Kent 44° 31′ 29,8″ N, 73° 24′ 21,1″ W                                                     | Essex | Haus von Elkanah Watson, Diplomat in der Zeit des Unabhängigkeitskrieges und Befürworter der Kanalschifffahrt in Amerika |
| 146        | Willard Memorial Chapel-Welch Memorial Hall                                             | | 5. Apr. 2005      | Auburn 42° 56′ 13,5″ N, 76° 33′ 48,5″ W                                                        | Cayuga | letzte von Louis Comfort Tiffany gestaltete Buntglasinstallation in ihrer ursprünglichen Form |
| 147        | Jethro Wood House                                                                       | | 19. Juli 1964     | Poplar Ridge 42° 44′ 15,2″ N, 76° 37′ 57,3″ W                                                  | Cayuga | Haus von Jethro Wood, dem Erfinder des 1814 ersten kommerziell erfolgreichen Pflugs aus Gusseisen |
| 148        | Woodchuck Lodge John Burroughs Memorial SHS                                             | | 29. Dez. 1962     | Roxbury 42° 17′ 47,2″ N, 74° 35′ 2,5″ W                                                        | Delaware | Sommerhaus des Naturalisten John Burroughs unweit des Hauses seiner Kindheit und seiner Grabstätte |
| 149        | Yaddo                                                                                   | Schwarzweiß-Aufnahme, um 1905                                                                                      | 11. März 2013     | Saratoga Springs 43° 4′ 6,5″ N, 73° 45′ 29,3″ W                                                | Saratoga | Yaddo ist eine der ältesten Künstlerkolonien des Landes, und mehr als 6000 Schriftsteller, bildende Künstler und Komponisten, die die amerikanische Kultur des 20. Jahrhunderts geprägt haben, waren hier zu Gast, darunter etwa Aaron Copland, Truman Capote, Leonard Bernstein, Flannery O’Connor, Sylvia Plath und Langston Hughes. |

## National Historic Landmarks in New York City
→ siehe Hauptartikel Liste der National Historic Landmarks in New York City
In der Stadt New York City gibt es 109 National Historic Landmarks, von denen die erste am 9. Oktober 1960 erhoben wurde und die bisher letzte am 23. Juni 2011. Viele davon werden von der New York City Landmarks Preservation Commission auch als New York City Designated Landmark geführt.

## Historische Gebiete im United States National Park System
National Historic Sites, National Historic Parks, National Memorials und einige andere Gebiete im United States National Park System sind historisch bedeutende Punkte von nationaler Wichtigkeit, die bereits geschützt wurden, bevor das Programm der National Historic Landmarks 1960 eingeführt wurde; sie wurden in vielen Fällen nicht gesondert zu einer National Historic Landmark erklärt, In New York gibt es 20 solcher Gebiete. Der National Park nennt in seiner Liste 18 davon, hinzu kommen zwei National Historic Sites, die zwar vom National Park Service unterstützt, aber nicht von ihm verwaltet werden. Sieben dieser 20 Gebiete wurden auch zu einer National Historic Landmark erklärt, in manchen Fällen noch vor der Einstufung in die höhere Schutzkategorie, vier sind in der Liste oben genannt, die drei anderen im Rahmen der Liste der National Historic Landmarks in New York City. Die 13 weiteren sind:
|    | Name                                                 | Image                                            | Gründung      | Lage                                  | County      | Beschreibung |
| -- | ---------------------------------------------------- | ------------------------------------------------ | ------------- | ------------------------------------- | ----------- | --- |
| 01 | Castle Clinton National Monument                     | Castle Clinton in Battery Park (HABS)            | 12. Aug. 1946 | New York City                         | New York    | Rundes Fort aus Sandstein im Battery Park an der Südspitze von Manhattan |
| 2  | Statue of Liberty National Monument                  | Freiheitsstatue auf Liberty Island               | 15. Okt. 1924 | Liberty Island                        | New York    | Monument, das den Vereinigten Staaten 1886 von Frankreich geschenkt wurde. |
| 3  | Saratoga National Historical Park                    |                                                  | 1. Juni 1938  | Stillwater, Schuylerville und Victory | Saratoga    | 1777 Stätte der Schlacht von Saratoga, dem ersten Sieg der Amerikaner im Amerikanischen Unabhängigkeitskrieg |
| 4  | Women's Rights National Historical Park              | Remains of the Wesleyan Chapel.                  | 8. Dez. 1980  | Seneca Falls und Waterloo             | Seneca      | 1980 in Seneca Falls und dem benachbarten Waterloo gegründet; hier befindet sich das Elizabeth Cady Stanton House |
| 5  | Eleanor Roosevelt National Historic Site             | Stone Cottage                                    | 27. Mai 1977  | Hyde Park                             | Dutchess    | von Eleanor Roosevelt aufgebautes Eigentum; hier entwickelte sie einige der Ideen um Landarbeiter im Winter zu beschäftigen; in einem zweistöckigen Gebäude auf dem Anwesen war Val-Kill Industries angesiedelt; Eleanors Wohnsitz als Witwe                                                                                     |
| 6  | Home of Franklin D. Roosevelt National Historic Site | Front elevation of house, with visitors, in 2004 | 15. Jan. 1944 | Hyde Park                             | Dutchess    | Geburtshaus, lebenslanger Wohnsitz und Grabstelle des 32. Präsidenten der Vereinigten Staaten, Franklin Delano Roosevelt |
| 7  | Sagamore Hill National Historic Site                 | Sagamore Hill                                    | 25. Juli 1962 | Cove Neck                             | Nassau      | zwischen 1886 und seinem Tod 1919 Haus des 26. Präsidenten der Vereinigten Staaten |
| 8  | Saint Paul's Church National Historic Site           |                                                  | 5. Juli 1943  | Mount Vernon                          | Westchester | Kirche aus der britischen Kolonialzeit, die während des Amerikanischen Unabhängigkeitskrieges als Militärhospital diente |
| 9  | Theodore Roosevelt Birthplace National Historic Site | The front and entrance of the house.             | 25. Juli 1962 | New York City                         | New York    | am 27. Oktober 1858 Geburtsstätte von Theodore Roosevelt |
| 10 | Theodore Roosevelt Inaugural National Historic Site  | Ansley Wilcox House, 1965                        | 2. Nov. 1966  | Buffalo                               | Erie        | am 14. September 1901 Stätte von Theodore Roosevelt Amtseid als Präsident der Vereinigten Staaten |
| 11 | Vanderbilt Mansion National Historic Site            |                                                  | 18. Dez. 1940 | Hyde Park                             | Dutchess    | Schließt einen Park mit Blick auf den Hudson River und die Catskill Mountains ein; formale Gärten, natürliche Gebüsche und mehrere Nebengebäude des 54 Zimmer umfassenden Landsitzes von Frederick Vanderbilt; von McKim, Mead, and White geplant und 1898 fertiggestellt; perfektes Beispiel für die Architektur der Beaux-Arts |
| 12 | Federal Hall National Memorial                       |                                                  | 26. Mai 1939  | New York City                         | New York    | Erstes Capitol der Vereinigten Staaten und Stätte der ersten Amtseinführung von George Washington 1789; hier wurde die United States Bill of Rights beschlossen; das ursprüngliche Gebäude wurde im 19. Jahrhundert abgerissen und durch das jetzige Gebäude ersetzt, das als Zollamt diente                                     |
| 13 | General Grant National Memorial                      | Grant's tomb 2004                                | 27. Apr. 1897 | New York City                         | New York    | Mausoleum mit den sterblichen Überresten von Ulysses S. Grant (1822–1885), einem General im Sezessionskrieg und 18. Präsident der Vereinigten Staaten und dessen Ehefrau Julia Dent Grant (1826–1902) |

Es gibt vier weitere vom National Park Service verwaltete Gebiete in New York; diese haben jedoch keinen historischen Wert. Es sind dies:
- Gateway National Recreation Area
- Fire Island National Seashore
- Upper Delaware Scenic and Recreational River
- North Country National Scenic Trail

## Frühere National Historic Landmarks in New York
|   | Name                     | Bild                                                                                            | Datum         | Lage                         | County                  | Beschreibung |
| - | ------------------------ | ----------------------------------------------------------------------------------------------- | ------------- | ---------------------------- | ----------------------- | --- |
| 1 | Edwin H. Armstrong House | um 1975 · 1983                                                                                  | 7. Jan. 1976  | Yonkers                      | Westchester             | Wohnhaus des Wissenschaftlers und Erfinder des UKW-Radios Edwin H. Armstrong; wurde 1983 abgerissen und ist daher keine NHL mehr. |
| 2 | USS Edson                |                                                                                                 | 21. Juni 1990 | Manhattan                    | New York                | einer von zwei noch existierenden Zerstörern der Forrest-Sherman-Klasse; diente im Zweiten Weltkrieg und im Vietnamkrieg; befand sich 1989–2004 in New York City; ist jetzt in Philadelphia und soll nach Wisconsin verlegt werden. |
| 3 | Fir (Coast Guard cutter) | Lighthouse tender USCGC Fir at sea with the Cape Flattery Light, Washington, in the background. | 27. Apr. 1992 | Staten Island (laut Eintrag) | Richmond (laut Eintrag) | Leuchtturmversorgungsschiff, das an der Westküste diente und das letzte sich im Dienst befindliche Schiff des United States Lighthouse Service war, einem Vorgänger der United States Coast Guard; zum Zeitpunkt der Einstufung als NHL sollte das Schiff nach New York gebrachten werden, um ein Museumsschiff zu werden; befindet sich derzeit jedoch in Kalifornien |
| 4 | Nantucket (lightship)    |                                                                                                 | 20. Dez. 1989 | Oyster Bay                   | Nassau                  | größtes gebautes Feuerschiff, ankerte mehrere Jahre in Oyster Bay und befindet sich seit dem 11. Mai 2010 in Boston |